# فرانچسکو شانا
فرانچسکو شانا (ایتالیایی: Francesco Scianna؛ زادهٔ ۲۵ مهٔ ۱۹۸۲) بازیگر اهل ایتالیا است. از فیلم‌ها یا سریال‌های تلویزیونی که وی در آن نقش داشته‌است، می‌توان به ریسمان نامرئی، محاکمه و باریا اشاره کرد.

## حرفه
وی کار خود را به عنوان بازیگر تئاتر از زمانی که در دبیرستان علمی گ. گالیله تحصیل می‌کرد، آغاز کرد. او در سال ۱۹۹۷ با اجرای شعرهای سالواتوره کوآزیمودو، در نمایش «چی.ئه.ای.» اولین بار بر روی صحنه رفت؛ اولین آموزش‌های بازیگری خود را از دوبلورها سرنا میکلوتی دریافت کرد. بعدها در بسیاری از آثار دیگر شرکت کرد و از آکادمی ملی هنرهای نمایشی سیلویو دامیکو فارغ‌التحصیل شد؛ همچنین با فرانچسکا ویسکاردی لئونتی، مدرس و مدیر هنری پروژه «اشتباه آزاد»، تحصیل کرد.
موفقیت‌های او از سال ۲۰۰۹ شروع شد، زمانی که او نقش پپینو تورنوووا، قهرمان مرد فیلم باریا، به کارگردانی جوزپه تورناتوره را ایفا کرد. در این فیلم، مارگارات ماده به عنوان قهرمان زن حضور داشت. فیلم علاوه بر کسب موفقیت چشمگیر در گیشه، به عنوان نمایندهٔ ایتالیا برای شرکت در هشتاد و دومین دوره جوایز اسکار نامزد شد و همچنین برای جوایز گلدن گلوب نیز نامزد گردید. در سال ۲۰۱۲ برای کمپین تبلیغاتی بهار/تابستان برند دولچه گابانا انتخاب و بعدها برای کمپین پاییز/زمستان نیز دوباره تایید شد.
او در فیلم «میلیونر» که چهارمین فیلم آلساندرو پیوا است، مشغول به کار بود. در سال ۲۰۱۵ در کمدی «لاتین لاور» شرکت کرد. در سال ۲۰۱۶ یکی از بازیگران اصلی سریال «مافیا فقط در تابستان می‌کشد» شد. در سال ۲۰۲۲ او در نقش سیمونه، یکی از دو پدر قهرمان فیلم ریسمان نامرئی، ظاهر شد.